# Beelden in Groningen (gemeente)

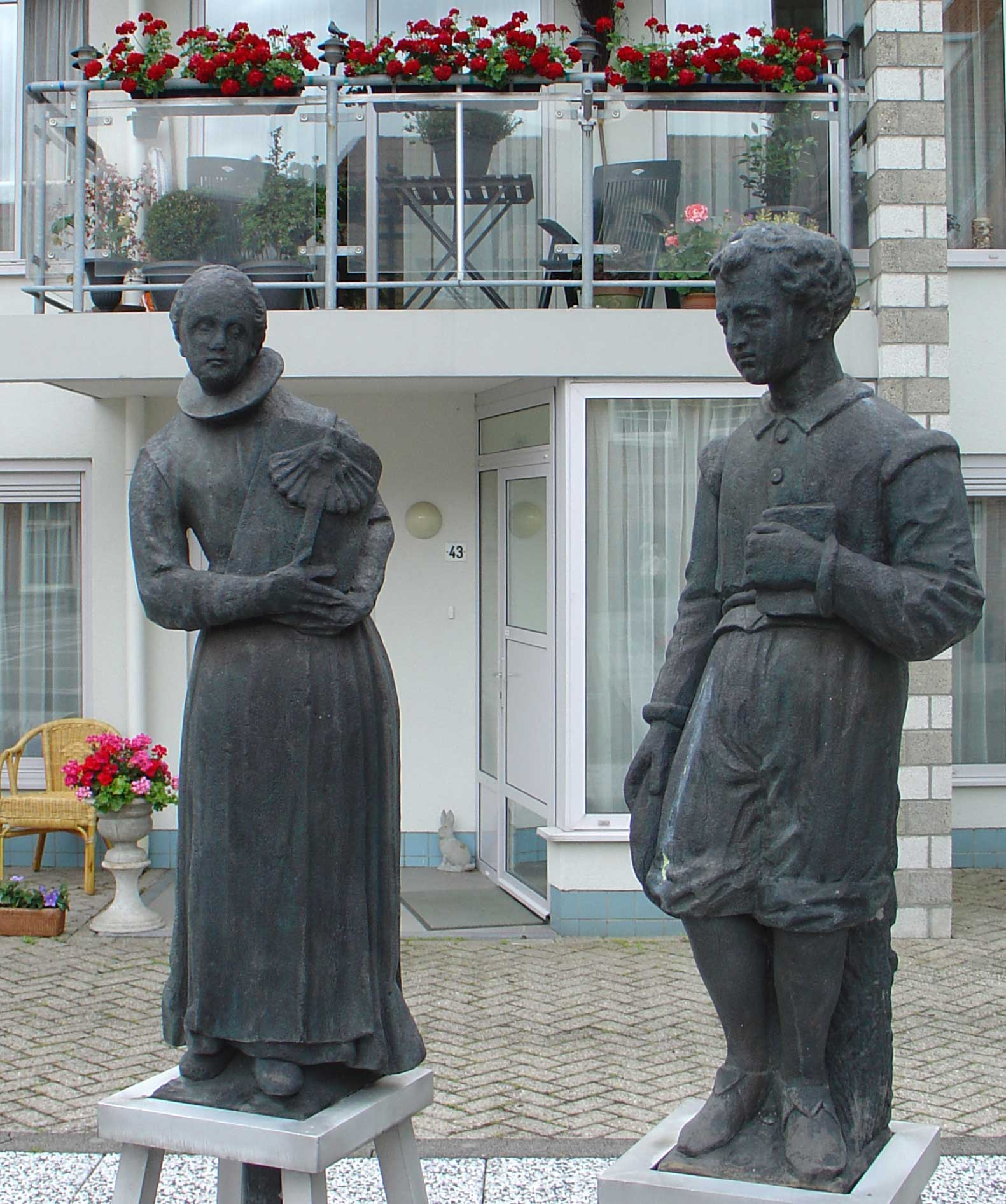
Rode Weeshuis (1627)

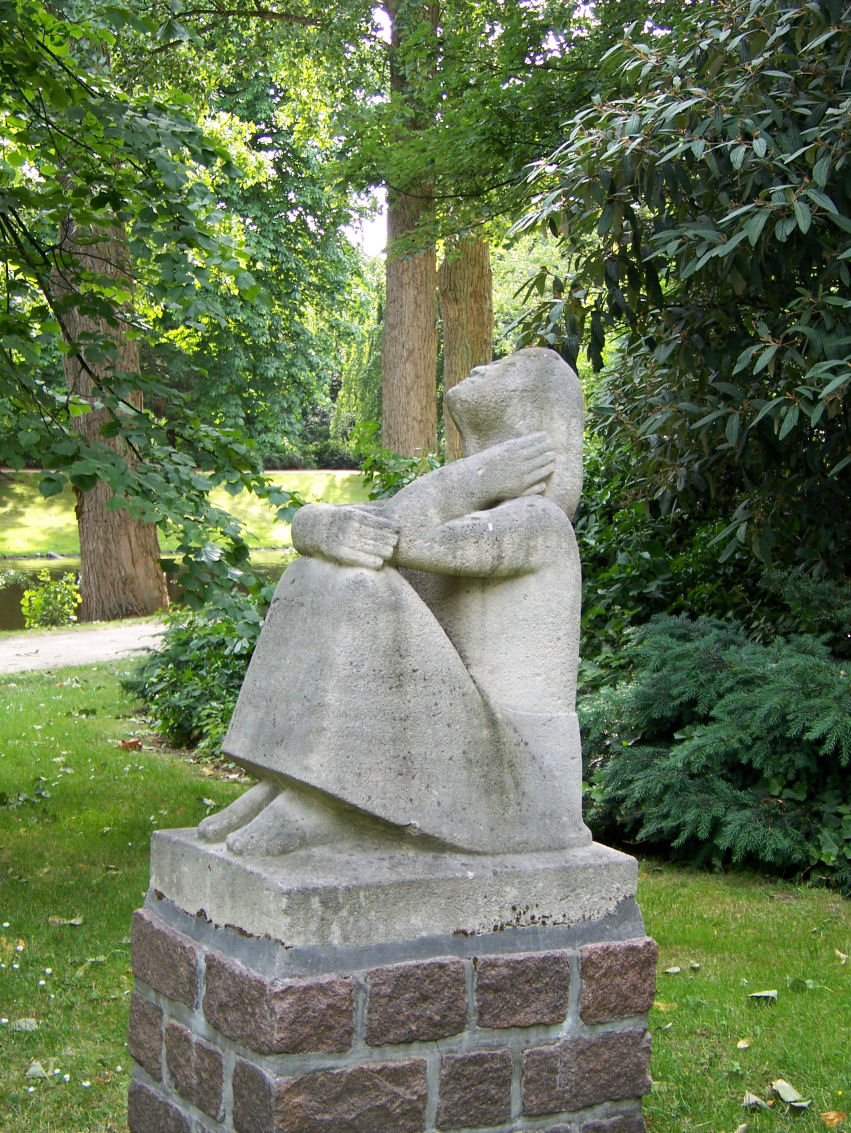
"Zonaanbidster" (1952)

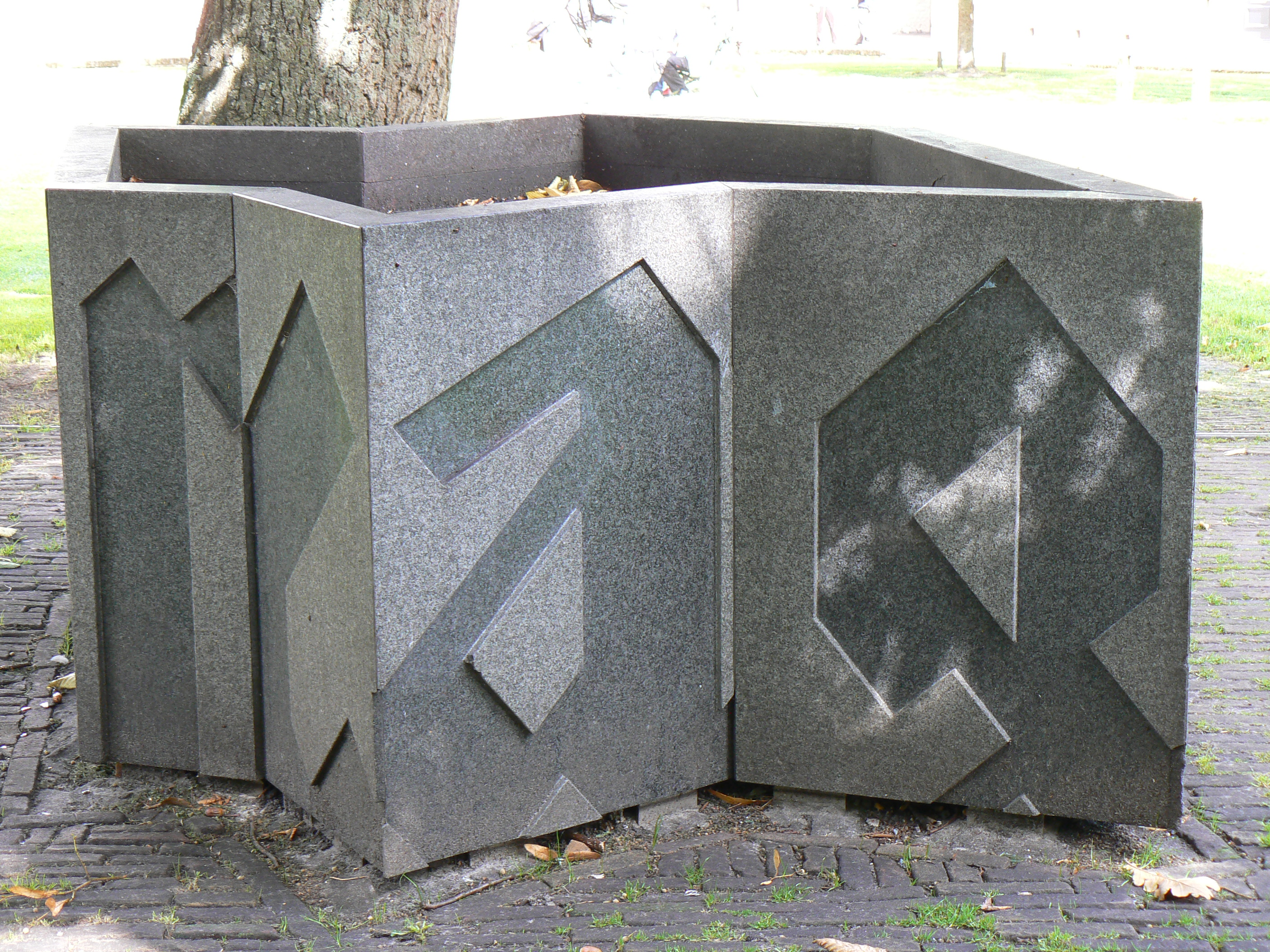
Cruoninga (1990)

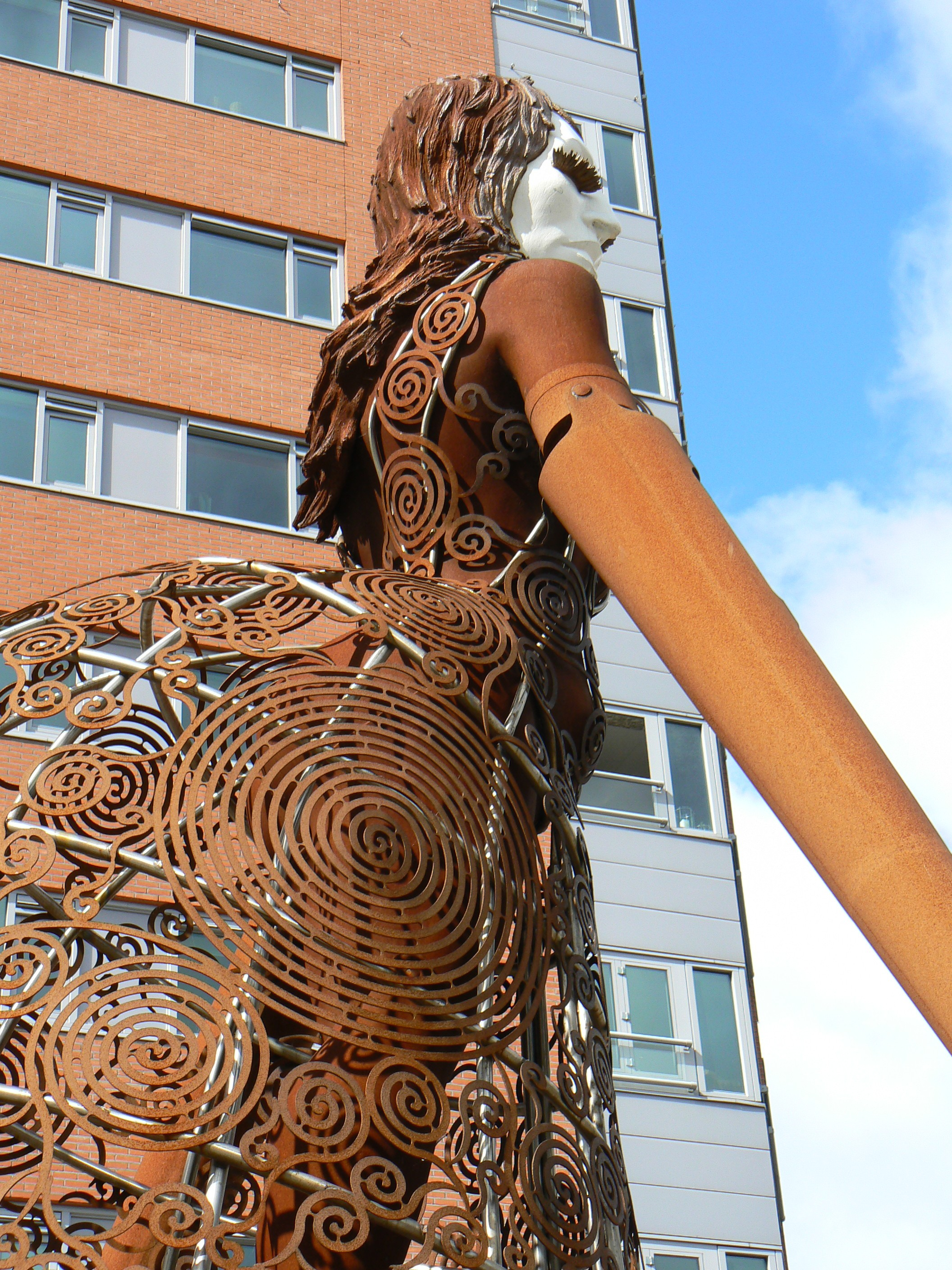
Ultra (2004)

In de Nederlandse gemeente Groningen zijn meer dan 300 beelden in de openbare ruimte te zien. Onder een beeld wordt hier verstaan: een driedimensionaal kunstwerk in de openbare ruimte.
De eerste beelden in de openbare ruimte van de stad werden met name geplaatst als ornament aan gebouwen. De oudst bekende voorbeelden hiervan zijn de weesjongen en het weesmeisje, in zandsteen, op de poort van het Rode Weeshuis uit 1627. Het oudste vrijstaande werk in Groningen is het monument voor dr. Guyot van vader en zoon Sigault, dat tweehonderd jaar later werd geplaatst aan de Ossenmarkt (nu: Guyotplein).
Niet elke plaatsing ging zonder slag of stoot. Zo was er wat ophef rond de plaatsing van Landbouw en veeteelt (ook bekend als Blote Bet), dat in 1953 het eerste naaktbeeld in de stad was. Het beeld van de naakte, zittende jongeman aan het Emmaplein is overigens ouder (1916), maar dit beeld werd pas in 1960 door de kunstenaar aan de gemeente geschonken en in de openbare ruimte geplaatst.
Het bekendste beeld van de stad is waarschijnlijk dat van het Peerd van Ome Loeks, dat in 1959 op het Stationsplein werd geplaatst. Sinds 2007 heeft het een plaats op het stadsbalkon.

## Kunstenaars
In Groningen woonden en werkten door de jaren heen veel kunstenaars, waarvan een aantal ook landelijk bekendheid kregen. Willem Valk was lang de officieuze stadsbeeldhouwer. Als leraar aan Academie Minerva had hij veel invloed op zijn leerlingen, onder wie Klaas van Dijk, Thees Meesters, Rinus Meijer en Wladimir de Vries, van wie ook werk in de stad te vinden is. Bastiaan de Groot, Bas Lugthart en Hans Mes zijn een paar namen van degenen die behoren tot de latere generaties op de Academie. Ook zij lieten hun sporen in Groningen achter.

## Kunstprojecten

### Stadsmarkering
Ter gelegenheid van het 950-jarig bestaan van Groningen in 1990, werden door internationale kunstenaars rond de stad tien kunstwerken geplaatst die als stadsmarkeringen aan de toegangswegen van de stad te vinden zijn.

### Kennisjaren
Door de Rijksuniversiteit Groningen werden vanaf 1994 jaarlijks beelden geplaatst in het kader van het kunstproject Kennisjaren 1994-2014. In verband met verbouwingen en nieuwbouw, werden van 2006 tot en met 2008 geen kunstwerken geplaatst.

### Verbeeld verleden
In de Folkingestraat werden in 1997 vijf kunstwerken geplaatst die herinneren aan het (joodse) verleden van de straat.

## Artikelen over beelden in Groningen
- Aden
- Blote Bet
- Christus Koning
- De grote verscheuring
- Guyotmonument
- Langs moeders graf
- Liggende vrouw
- Peerd van Ome Loeks
- Scholtenmonument
- Sint-Joris en de draak
- Ultra
- Veulen
- Vrouw met kat
- Wisent
- Xy